# Памятник Янке Купале (Минск)
Памятник Янке Купале в Минске — памятник выдающемуся белорусскому поэту Янке Купале в г. Минске. Установлен в 1972 году в парке им. Янки Купалы к 90-летию со дня рождения народного поэта.

## Композиция памятника
На массивном гранитном постаменте стоит фигура Янки Купалы во весь рост с тростью в руке. У подножия — родник и цветок папоротника. Памятник призван олицетворять личность Я.Купалы как поэта-борца.

## История
Для памятника поэту было сразу предусмотрено место на созданной диагональной аллее парка им. Янки Купалы, которое оставалось пустым более 20 лет.
Первый памятник Я.Купале в Минске установлен 23 июня 1949 года в Центральном сквере. Он представлял собой размещенный на гранитном постаменте бюст поэта. В 1972 году в парке Янке Купалы был установлен новый памятник, а бюст был перенесен на родину поэта в Вязынку, где он находится и сейчас.

## Авторы
Скульпторы:
- Л. Гумилевский
- А. Аникейчик
- А. Заспицкий

Архитекторы:
- Л. Левин
- Ю. Градов